# 1018

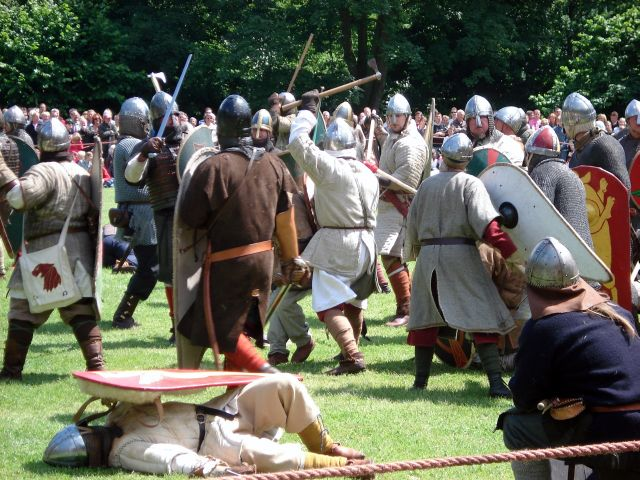
reënscenering van de Slag bij Vlaardingen

Het jaar 1018 is het 18e jaar in de 11e eeuw volgens de christelijke jaartelling.

## Gebeurtenissen
maart
- maart - Tijdens de Rijksdag van Nijmegen worden Otto van Hammerstein en zijn vrouw Ermgard van Verdun geëxcommuniceerd, omdat ze weigeren hun huwelijk te laten ontbinden.

april
- april - De Rijksdag gebiedt graaf Dirk III van Holland om zijn tol bij Vlaardingen te verwijderen.

juli
- 22/23 juli - Slag aan de Boeg: Bolesław I van Polen van Polen en de verdreven Svjatopolk I verslaan Jaroslav de Wijze en veroveren Kiev. Ze worden echter korte tijd later weer verdreven.
- 29 - Slag bij Vlaardingen: De Hollandse graaf Dirk III verslaat een keizerlijk leger onder Godfried van Verdun en bisschop Adelbold van Utrecht, dat was gestuurd om hem te dwingen de tol bij Vlaardingen op te heffen.

augustus
- 14 - Kiev wordt ingenomen door Poolse troepen.

zonder datum
- Het Eerste Bulgaarse Rijk geeft zich definitief over aan de Byzantijnen onder Basileios II en houdt op te bestaan. Bulgarije wordt een Byzantische kapetanaat met hoofdstad Skopje. Het Byzantijnse Rijk strekt zich nu weer noordwaarts uit tot aan de Donau, voor het eerst in bijna 400 jaar.
- Slag bij Carham: Koning Malcolm II van Schotland behaalt een overwinning op troepen uit Northumbria. Lothian komt bij Schotland, en daarmee krijgt de Schots-Engelse grens haar huidige ligging. (of 1016)
- Vrede van Bautzen tussen keizer Hendrik II en Bolesław I van Polen van Polen.
- Na de dood van Harald II van Denemarken volgt zijn broer Knoet, ook al koning van Engeland, hem op.
- Adalbert volgt zijn broer Hendrik I op als markgraaf van Oostenrijk.
- Wolbodo volgt Balderik van Loon, die overleden is onderweg naar de Slag bij Vlaardingen, op als prins-bisschop van Luik.
- Llywelyn ap Seisyll verslaat Aeddan ap Blegywryd, en verovert daarmee vermoedelijk het koningschap in Gwynedd.
- In Utrecht wordt een bisschoppelijk paleis gebouwd.
- Bolesław I van Polen trouwt met Oda van Meißen.
- Voor het eerst genoemd: Jamagne

## Geboren
- 10 april - Nizam al-Moelk, grootvizier van het Seltsjoekenrijk
- Bermudo III, koning van León (1028-1037)
- Hardeknoet, koning van Denemarken (1035-1042) en Engeland (1040-1042) (jaartal bij benadering)
- Victor II, paus (1055-1057) (jaartal bij benadering)

## Overleden
- februari - Ivan Vladislav, tsaar van Bulgarije (1015-1018)
- 23 juni - Hendrik II, markgraaf van Oostenrijk (994-1018)
- 29 juli - Balderik van Loon, prins-bisschop van Luik
- november - Harald II (~26), koning van Denemarken (1014-1018)
- 1 december - Thietmar (43), bisschop van Merseburg
- Aeddan ap Blegywryd, (vermoedelijk) koning van Gwynedd
- Bernard I, markgraaf van de Noordmark (1010-1018)